# Liste der denkmalgeschützten Objekte in Mörbisch am See
Die Liste der denkmalgeschützten Objekte in Mörbisch am See enthält die 42 denkmalgeschützten, unbeweglichen Objekte der burgenländischen Gemeinde Mörbisch am See.

## Denkmäler
| Foto |                 | Denkmal                                                               | Standort                                          | Beschreibung | Metadaten |
| ---- | --------------- | --------------------------------------------------------------------- | ------------------------------------------------- | --- | --- |
| ja   | Datei hochladen | Wohnhaus HERIS-ID: 29182 Objekt-ID: 25815                             | Hauptstraße 31 Standort KG: Mörbisch am See       | | BDA-Hist.: Q37924798 Status: Bescheid Stand der BDA-Liste: 2025-06-30 Name: Wohnhaus GstNr.: 147                                                           |
| ja   | Datei hochladen | Bürgerhaus, sog. Briefmarkenhaus HERIS-ID: 29183 Objekt-ID: 25816     | Hauptstraße 38 Standort KG: Mörbisch am See       | Zweigeschoßiger Bau mit korbbogiger gewölbter Einfahrt. | BDA-Hist.: Q37924813 Status: Bescheid Stand der BDA-Liste: 2025-06-30 Name: Bürgerhaus, sog. Briefmarkenhaus GstNr.: 261, 262                              |
| ja   | Datei hochladen | Wohnhaus HERIS-ID: 29184 Objekt-ID: 25817                             | Hauptstraße 39 Standort KG: Mörbisch am See       | | BDA-Hist.: Q37924827 Status: Bescheid Stand der BDA-Liste: 2025-06-30 Name: Wohnhaus GstNr.: 145                                                           |
| ja   | Datei hochladen | Bürgerhaus HERIS-ID: 29185 Objekt-ID: 25818                           | Hauptstraße 40 Standort KG: Mörbisch am See       | | BDA-Hist.: Q37924839 Status: Bescheid Stand der BDA-Liste: 2025-06-30 Name: Bürgerhaus GstNr.: 260                                                         |
| ja   | Datei hochladen | Wohnhaus HERIS-ID: 29186 Objekt-ID: 25819                             | Hauptstraße 41 Standort KG: Mörbisch am See       | | BDA-Hist.: Q37924855 Status: Bescheid Stand der BDA-Liste: 2025-06-30 Name: Wohnhaus GstNr.: 142                                                           |
| ja   | Datei hochladen | Wohnhaus HERIS-ID: 29187 Objekt-ID: 25820                             | Hauptstraße 43 Standort KG: Mörbisch am See       | | BDA-Hist.: Q37924872 Status: Bescheid Stand der BDA-Liste: 2025-06-30 Name: Wohnhaus GstNr.: 143                                                           |
| BW   | Datei hochladen | Hofgassenhaus HERIS-ID: 261318seit 2025                               | Hauptstraße 44 Standort KG: Mörbisch am See       | | BDA-Hist.: Q135167796 Status: Bescheid Stand der BDA-Liste: 2025-06-30 Name: Hofgassenhaus GstNr.: 263, 268/2                                              |
| ja   | Datei hochladen | Wohnhaus HERIS-ID: 29188 Objekt-ID: 25821                             | Hauptstraße 45 Standort KG: Mörbisch am See       | | BDA-Hist.: Q37924885 Status: Bescheid Stand der BDA-Liste: 2025-06-30 Name: Wohnhaus GstNr.: 140                                                           |
| ja   | Datei hochladen | Wohnhaus HERIS-ID: 29189 Objekt-ID: 25822                             | Hauptstraße 47 Standort KG: Mörbisch am See       | | BDA-Hist.: Q37924899 Status: Bescheid Stand der BDA-Liste: 2025-06-30 Name: Wohnhaus GstNr.: 141/1                                                         |
| ja   | Datei hochladen | Wohnhaus HERIS-ID: 29190 Objekt-ID: 25823                             | Hauptstraße 49 Standort KG: Mörbisch am See       | | BDA-Hist.: Q37924913 Status: Bescheid Stand der BDA-Liste: 2025-06-30 Name: Wohnhaus GstNr.: 127                                                           |
| ja   | Datei hochladen | Bürgerhaus HERIS-ID: 29191 Objekt-ID: 25824                           | Hauptstraße 50 Standort KG: Mörbisch am See       | | BDA-Hist.: Q37924927 Status: Bescheid Stand der BDA-Liste: 2025-06-30 Name: Bürgerhaus GstNr.: 266                                                         |
| ja   | Datei hochladen | Wohnhaus HERIS-ID: 29192 Objekt-ID: 25825                             | Hauptstraße 51 Standort KG: Mörbisch am See       | | BDA-Hist.: Q37924943 Status: Bescheid Stand der BDA-Liste: 2025-06-30 Name: Wohnhaus GstNr.: 128                                                           |
| ja   | Datei hochladen | Heimathaus Mörbisch HERIS-ID: 29193 Objekt-ID: 25826                  | Hauptstraße 53 Standort KG: Mörbisch am See       | Heimathaus mit Stiegenlaube, dahinter ein Swibbogen über die Hofgasse. | BDA-Hist.: Q37924959 Status: Bescheid Stand der BDA-Liste: 2025-06-30 Name: Heimathaus Mörbisch GstNr.: 129, 131/3                                         |
| ja   | Datei hochladen | Wohnhaus HERIS-ID: 29194 Objekt-ID: 25827                             | Hauptstraße 55 Standort KG: Mörbisch am See       | | BDA-Hist.: Q37924973 Status: Bescheid Stand der BDA-Liste: 2025-06-30 Name: Wohnhaus GstNr.: 130, 131/2                                                    |
| ja   | Datei hochladen | Wohnhaus HERIS-ID: 29195 Objekt-ID: 25828                             | Hauptstraße 57 Standort KG: Mörbisch am See       | | BDA-Hist.: Q37924988 Status: Bescheid Stand der BDA-Liste: 2025-06-30 Name: Wohnhaus GstNr.: 125                                                           |
| ja   | Datei hochladen | Wohnhaus HERIS-ID: 29196 Objekt-ID: 25829                             | Hauptstraße 59 Standort KG: Mörbisch am See       | | BDA-Hist.: Q37925005 Status: Bescheid Stand der BDA-Liste: 2025-06-30 Name: Wohnhaus GstNr.: 123, 124                                                      |
| ja   | Datei hochladen | Wohnhaus HERIS-ID: 29206 Objekt-ID: 25839                             | Hauptstraße 61 Standort KG: Mörbisch am See       | | BDA-Hist.: Q37925109 Status: Bescheid Stand der BDA-Liste: 2025-06-30 Name: Wohnhaus GstNr.: 114                                                           |
| ja   | Datei hochladen | Wohnhaus HERIS-ID: 29205 Objekt-ID: 25838                             | Hauptstraße 63 Standort KG: Mörbisch am See       | Gebäude mit Stiegenlaube in einer Hofgasse. | BDA-Hist.: Q37925095 Status: Bescheid Stand der BDA-Liste: 2025-06-30 Name: Wohnhaus GstNr.: 115                                                           |
| ja   | Datei hochladen | Bürgerhaus HERIS-ID: 29198 Objekt-ID: 25831                           | Hauptstraße 95 Standort KG: Mörbisch am See       | | BDA-Hist.: Q37925035 Status: Bescheid Stand der BDA-Liste: 2025-06-30 Name: Bürgerhaus GstNr.: 63, 64/1, 64/2, 64/4                                        |
| ja   | Datei hochladen | Musikschule HERIS-ID: 29202 Objekt-ID: 25835seit 2012                 | Hauptstraße 97 Standort KG: Mörbisch am See       | | BDA-Hist.: Q37925050 Status: Bescheid Stand der BDA-Liste: 2025-06-30 Name: Musikschule GstNr.: 62/2                                                       |
| ja   | Datei hochladen | Bürgerhaus HERIS-ID: 29203 Objekt-ID: 25836                           | Hauptstraße 100 Standort KG: Mörbisch am See      | | BDA-Hist.: Q37925066 Status: Bescheid Stand der BDA-Liste: 2025-06-30 Name: Bürgerhaus GstNr.: 306, 307, 308/1                                             |
| ja   | Datei hochladen | Bürgerhaus HERIS-ID: 29204 Objekt-ID: 25837                           | Hauptstraße 112 Standort KG: Mörbisch am See      | | BDA-Hist.: Q37925082 Status: Bescheid Stand der BDA-Liste: 2025-06-30 Name: Bürgerhaus GstNr.: 314/1                                                       |
| ja   | Datei hochladen | Kath. Pfarrkirche, Zur Kreuzerhöhung HERIS-ID: 29179 Objekt-ID: 25812 | Hauptstraße 29, bei Standort KG: Mörbisch am See  | Der achteckige Steinturm der Kirche ist zum Teil aus dem Jahr 1485. Das kurze Kirchenschiff wurde 1961/62 durch L. Hruschka mit einem modernen Erweiterungsbau nach Osten verlängert.                                                       | BDA-Hist.: Q1320572 Status: § 2a Stand der BDA-Liste: 2025-06-30 Name: Kath. Pfarrkirche, Zur Kreuzerhöhung GstNr.: 155 Katholische Kirche Mörbisch am See |
| ja   | Datei hochladen | Evang. Pfarrkirche A.B. HERIS-ID: 29180 Objekt-ID: 25813              | Hauptstraße 7, bei Standort KG: Mörbisch am See   | Eine Kirche die 1792 als Bethaus ohne Turm errichtet wurde. 1853/54 erweiterte der Baumeister Geschrey den Sakralbau um die neugotische Fassade und den Turm. Im Jahr 1967 wurde die Kirche erweitert und erhielt den Namen Christuskirche. | BDA-Hist.: Q1087370 Status: § 2a Stand der BDA-Liste: 2025-06-30 Name: Evang. Pfarrkirche A.B. GstNr.: 190 Christuskirche Mörbisch                         |
| ja   | Datei hochladen | Bildstock, Marien-Pfeiler HERIS-ID: 29208 Objekt-ID: 25841            | Steinergasse 42, bei Standort KG: Mörbisch am See | Ein Tabernakelpfeiler, der mit 1866 datiert ist und 1969 renoviert wurde. | BDA-Hist.: Q37925124 Status: § 2a Stand der BDA-Liste: 2025-06-30 Name: Bildstock, Marien-Pfeiler GstNr.: 3985/3                                           |
| ja   | Datei hochladen | Scheune HERIS-ID: 33147 Objekt-ID: 30466                              | Hauptstraße 35, bei Standort KG: Mörbisch am See  | Scheune hinter Hauptstraße 35. | BDA-Hist.: Q37950442 Status: Bescheid Stand der BDA-Liste: 2025-06-30 Name: Scheune GstNr.: 148/6                                                          |
| ja   | Datei hochladen | Gemeinschaftsbrunnen HERIS-ID: 62253 Objekt-ID: 74780                 | Hauptstraße 39, bei Standort KG: Mörbisch am See  | Der Gemeinschaftsbrunnen steht in einem rundbogigen Durchgang zwischen Hofgasse 1 und der benachbarten Hofgasse 2. | BDA-Hist.: Q38099309 Status: Bescheid Stand der BDA-Liste: 2025-06-30 Name: Gemeinschaftsbrunnen GstNr.: 145                                               |
| ja   | Datei hochladen | Speicher HERIS-ID: 62249 Objekt-ID: 74776                             | Hauptstraße 47, bei Standort KG: Mörbisch am See  | | BDA-Hist.: Q38099270 Status: Bescheid Stand der BDA-Liste: 2025-06-30 Name: Speicher GstNr.: 141/2                                                         |
| ja   | Datei hochladen | Scheune HERIS-ID: 62251 Objekt-ID: 74778                              | Hauptstraße 43, bei Standort KG: Mörbisch am See  | | BDA-Hist.: Q38099286 Status: Bescheid Stand der BDA-Liste: 2025-06-30 Name: Scheune GstNr.: 139/8                                                          |
| ja   | Datei hochladen | Speicher HERIS-ID: 62252 Objekt-ID: 74779                             | Hauptstraße 43, bei Standort KG: Mörbisch am See  | | BDA-Hist.: Q38099294 Status: Bescheid Stand der BDA-Liste: 2025-06-30 Name: Speicher GstNr.: 139/3                                                         |
| ja   | Datei hochladen | sog. Brunnengebäude HERIS-ID: 62254 Objekt-ID: 74781                  | Hauptstraße 43, bei Standort KG: Mörbisch am See  | | BDA-Hist.: Q38099318 Status: Bescheid Stand der BDA-Liste: 2025-06-30 Name: sog. Brunnengebäude GstNr.: 139/2                                              |
| ja   | Datei hochladen | Scheune HERIS-ID: 62255 Objekt-ID: 74782                              | Hauptstraße 43, bei Standort KG: Mörbisch am See  | | BDA-Hist.: Q38099323 Status: Bescheid Stand der BDA-Liste: 2025-06-30 Name: Scheune GstNr.: 139/6                                                          |
| ja   | Datei hochladen | Scheune HERIS-ID: 62256 Objekt-ID: 74783                              | Hauptstraße 47, bei Standort KG: Mörbisch am See  | | BDA-Hist.: Q38099334 Status: Bescheid Stand der BDA-Liste: 2025-06-30 Name: Scheune GstNr.: 139/11                                                         |
| ja   | Datei hochladen | Scheune HERIS-ID: 62250 Objekt-ID: 74777                              | Hauptstraße 47, bei Standort KG: Mörbisch am See  | | BDA-Hist.: Q38099278 Status: Bescheid Stand der BDA-Liste: 2025-06-30 Name: Scheune GstNr.: 139/9                                                          |
| BW   | Datei hochladen | Scheune HERIS-ID: 62247 Objekt-ID: 74774                              | bei Hauptstraße 53 Standort KG: Mörbisch am See   | | BDA-Hist.: Q38099251 Status: Bescheid Stand der BDA-Liste: 2025-06-30 Name: Scheune GstNr.: 131/4                                                          |
| ja   | Datei hochladen | Scheune und Speicher HERIS-ID: 62246 Objekt-ID: 74773                 | Hauptstraße 55, bei Standort KG: Mörbisch am See  | | BDA-Hist.: Q38099243 Status: Bescheid Stand der BDA-Liste: 2025-06-30 Name: Scheune und Speicher GstNr.: 131/7                                             |
| ja   | Datei hochladen | Scheune HERIS-ID: 62248 Objekt-ID: 74775                              | Hauptstraße 55, bei Standort KG: Mörbisch am See  | Scheune hinter Hauptstraße 55 | BDA-Hist.: Q38099259 Status: Bescheid Stand der BDA-Liste: 2025-06-30 Name: Scheune GstNr.: 131/6                                                          |
| ja   | Datei hochladen | Scheune HERIS-ID: 62257 Objekt-ID: 74784                              | Hauptstraße 57, bei Standort KG: Mörbisch am See  | | BDA-Hist.: Q38099345 Status: Bescheid Stand der BDA-Liste: 2025-06-30 Name: Scheune GstNr.: 122/6                                                          |
| ja   | Datei hochladen | Scheune und Speicher HERIS-ID: 62245 Objekt-ID: 74772                 | Hauptstraße 59, bei Standort KG: Mörbisch am See  | | BDA-Hist.: Q38099234 Status: Bescheid Stand der BDA-Liste: 2025-06-30 Name: Scheune und Speicher GstNr.: 122/8                                             |
| ja   | Datei hochladen | Wohnhaus HERIS-ID: 62258 Objekt-ID: 74785                             | Hauptstraße 61, bei Standort KG: Mörbisch am See  | Gebäude in einer langgestreckten Hofgasse mit Stiegenlaube. | BDA-Hist.: Q38099355 Status: Bescheid Stand der BDA-Liste: 2025-06-30 Name: Wohnhaus GstNr.: 116/2                                                         |
| ja   | Datei hochladen | Scheune HERIS-ID: 62259 Objekt-ID: 74786                              | Hauptstraße 63, bei Standort KG: Mörbisch am See  | In früheren Zeiten wohnten in der Regel mehrere Bauern in den langgestreckten Hofgassen (Streck- oder Schmalhöfe) und daher auch mehrere Scheunen.                                                                                          | BDA-Hist.: Q38099365 Status: Bescheid Stand der BDA-Liste: 2025-06-30 Name: Scheune GstNr.: 116/4                                                          |
| ja   | Datei hochladen | Wohnhaus HERIS-ID: 62260 Objekt-ID: 74787                             | Hauptstraße 63, bei Standort KG: Mörbisch am See  | Letztes Hauptgebäude in einer langgestreckten Hofgasse, dahinter Scheunen. | BDA-Hist.: Q38099374 Status: Bescheid Stand der BDA-Liste: 2025-06-30 Name: Wohnhaus GstNr.: 116/3                                                         |
| ja   | Datei hochladen | Scheune HERIS-ID: 62261 Objekt-ID: 74788                              | Hauptstraße 63, bei Standort KG: Mörbisch am See  | In früheren Zeiten wohnten in der Regel mehrere Bauern in den langgestreckten Hofgassen (Streck- oder Schmalhöfe) und daher auch mehrere Scheunen.                                                                                          | BDA-Hist.: Q38099383 Status: Bescheid Stand der BDA-Liste: 2025-06-30 Name: Scheune GstNr.: 116/5                                                          |